# Rusty Ridge
Rusty Ridge (englisch für Rostiger Grat) ist ein bis zu 126 m hoher, rostrot gefärbter Gebirgskamm an der Ingrid-Christensen-Küste des ostantarktischen Prinzessin-Elisabeth-Lands. Er ragt im südwestlichen Teil der Halbinsel Broknes in den Larsemann Hills auf.
Ein Feldforschungsteam der Australian National Antarctic Research Expeditions benannte ihn im Zuge von 1986 bis 1987 durchgeführten Erkundungen dieses Gebiets.